# Fabiano Calixto
Fabiano Calixto (Garanhuns, 1973) é um poeta, tradutor e editor brasileiro.

## Biografia
Doutor em Letras (Teoria Literária e Literatura Comparada) pela Universidade de São Paulo (USP), Calixto participa de vários projetos relacionados ao campo da literatura e poesia. Dirige, com Natália Agra, a editora Corsário-Satã. É um dos editores da revista de poesia Meteöro.. Foi coeditor, com os poetas Ricardo Domeneck, Angélica Freitas e Marília Garcia, da revista Modo de Usar & Co.
Com Claudio Daniel publicou Prosa do que Está na Esfera, traduções do poeta dominicano León Félix Batista. Colaborou com diversas revistas, como Cacto (Santo André/ SP), Inimigo Rumor (Rio de Janeiro/ RJ), Monturo (Santo André/ SP), A Cigarra (Santo André/ SP), Cult (São Paulo/ SP), Dimensão (Uberaba/ MG), Suplemento Literário de Minas Gerais (Belo Horizonte/ MG) e Serta (Madrid, Espanha). Participou da feira de livro da Venezuela em 2014.

## Obra
- Algum (edição do autor, 1998)
- Fábrica (Alpharrabio Edições, 2000)
- Música possível (CosacNaify/ 7Letras, 2006)
- Sanguínea (Editora 34, 2007)
- A canção do vendedor de pipocas (7Letras, 2013)
- Equatorial (Tinta-da-China, 2014)
- Nominata morfina (Corsário-Satã, 2014)
- Fliperama (Corsário-Satã, 2020)